# B-tops
『B-tops』（ビートップス）は、2007年10月から2025年6月30日まで読売テレビで放送されていた通販番組である。

## 概要
日本テレビ系列の在阪局である読売テレビと、同局と同じ大阪市に本社を構える通信販売大手の千趣会→ベルメゾンが2006年10月3日に共同で株式会社センテンスを立ち上げ、2007年4月2日より事業を展開している。
読売テレビのローカル番組枠を利用してのテレビ放送を初め、インターネットでも「ビートップス（B-tops）」のブランド名で公式サイトを設けてさまざまな商品の販売を行っている。また、同年10月には携帯電話端末向けのホームページも開設された。
「ビートップス」というブランド名は、「テレビやインターネットを通じて、最高に素敵なひとときをあなたに」を意味する「Broadcasting & Browsing Time Of Prominent Sensitivity」の頭文字を取って名付けられた。
一部の例外を除き、取り扱っている商品を1回の注文で2点以上購入すると、配送料が無料となるサービスが特徴である（商品は同一でもそうでなくても構わない）。
番組は一回につき5分から30分と幅広く、放送時間が長い場合は、同一の商品でも別々の日に収録された内容が混在していることもある（出演者の衣装の違いなどで判別可能）。
2008年1月から6月までは、同じ日本テレビ系列局の鹿児島読売テレビでも放送されていた。
また不定期ながら陣内智則やたむらけんじ、麒麟らが出演する特番が祝日または週末に放送されていた。

## 番組終了へ
読売テレビは2025年3月3日に業績不振により臨時取締役会にて子会社のセンテンスを解散及び清算すると発表され、当番組も6月30日をもって終了した。これにより17年9か月の放送に幕を閉じた。

## 放送日時
2016年9月現在。特別番組が編成された場合などに、繰り上げ・繰り下げ・休止となる場合がある。また、月曜 - 木曜が祝日にあたる日には10:40 - 11:30に放送を行う場合もある。福岡放送、西日本放送で不定期放送される場合もある。
| 放送地域   | 放送局                    | 放送期間       | 放送日時                                                              | 放送系列       | 備考  |
| ---------- | ------------------------- | -------------- | --------------------------------------------------------------------- | -------------- | ----- |
| 近畿広域圏 | 読売テレビ （製作協力局） | 2009年4月4日 - | 土曜 5:15 - 5:30 （毎月第3週を除く）                                  | 日本テレビ系列 | [ 2 ] |
| 近畿広域圏 | 読売テレビ （製作協力局） | 2010年4月4日 - | 日曜 5:50 - 6:15 （毎月第4週以外） 日曜 5:35 - 6:00 （毎月第4週のみ） | 日本テレビ系列 | [ 3 ] |
| 近畿広域圏 | 読売テレビ （製作協力局） | 2014年4月7日 - | 月曜 10:30 - 10:55                                                    | 日本テレビ系列 | [ 4 ] |
| 近畿広域圏 | 読売テレビ （製作協力局） | -              | 金曜 10:55 - 11:25 （月1 - 2回程度）                                  | 日本テレビ系列 | [ 5 ] |
| 近畿広域圏 | 読売テレビ （製作協力局） | -              | 曜日不問 深夜                                                         | 日本テレビ系列 | [ 6 ] |

過去
| 放送地域   | 放送局           | 放送期間                      | 放送日時                  | 放送系列       | 備考              |
| ---------- | ---------------- | ----------------------------- | ------------------------- | -------------- | ----------------- |
| 近畿広域圏 | 読売テレビ       | 2009年6月22日 - 終了時期不明  | 月曜 - 金曜 16:43 - 16:53 | 日本テレビ系列 | [ 7 ]             |
| 近畿広域圏 | 読売テレビ       | 2007年10月6日 - 2008年9月27日 | 土曜 11:00 - 11:25        | 日本テレビ系列 | 月1回のみ         |
| 近畿広域圏 | 読売テレビ       | 2008年10月4日 - 2011年1月8日  | 土曜 11:55 - 12:00        | 日本テレビ系列 | [ 9 ]             |
| 近畿広域圏 | 読売テレビ       | 2013年10月1日 - 10月31日      | 火曜 - 木曜 11:10 - 11:20 | 日本テレビ系列 | [ 10 ] [ 11 ]     |
| 鹿児島県   | 鹿児島読売テレビ | 2008年1月9日 - 2008年6月25日  | 水曜 16:48 - 16:53        | 日本テレビ系列 |                   |
| 鹿児島県   | 鹿児島読売テレビ | 2008年1月9日 - 2008年6月25日  | 月曜 - 金曜 11:25 - 11:30 | 日本テレビ系列 | 金曜のみ11:00開始 |

読売テレビでは、2013年9月3日（火曜日）から9月12日（木曜日）までの火 - 木曜日に、『PON!』（日本テレビ制作の生放送番組）の臨時ネットを実施。この期間は、内包コーナーの「PON!PON!ポシュレ」（日本テレビと一部の系列局で11時10分から10分間放送されるテレショッピングコーナー）を、当番組に差し替えていた。同番組火 - 木曜分の同時ネットを本格的に開始した同年10月にも差し替えを続けていたが、同年11月3日（火曜日）からは、当番組に代わって「11分間のハピネスタイム」（番組PRおよび中谷しのぶ〈読売テレビアナウンサー〉による視聴者からのメッセージ紹介コーナー）を内包するようになった。ただし火曜日には、『PON!』を全編休止したうえで、当番組の派生・特別番組を放送することがあった。なお読売テレビでは、同年12月5日（木曜日）の放送を最後に『PON!』の同時ネットを終了。翌週からは、同番組の放送枠を関西ローカルの再放送枠に戻している。

## 出演者

### 現在の出演者（スタジオ）
TEAMてつじ
- シャンプーハットてつじ（MC）
- 杉本彩（スペシャルアドバイザー）
- 西川かの子

TEAMおぐねー
- 武内由紀子（MC）
- 小椋ケンイチ
- 浜口順子
- 島田律子

TEAM藤原
- 藤原一裕（ライセンス）(MC)
- 道端カレン
- 誠子（当時・尼神インター）

プレゼンター
- 六車奈々
- 山本量子
- 中嶋美和子
- 仲みゆき
- わたなべみえこ

### ロケ特番の出演者
ロケゲスト
- かとうかずこ
- 森尾由美
- 遼河はるひ[13]
- 滝沢沙織
- 麻丘めぐみ
- 道端アンジェリカ
- 北斗晶・佐々木健介夫妻
- ガダルカナル・タカ・橋本志穂夫妻
- 池畑慎之介
- 赤井英和夫妻
- 虻川美穂子
- ニッチェ（江上敬子・近藤くみこ）
- おかずクラブ（オカリナ・ゆいP）
- 柴田理恵
- 紅蘭
- 林マヤ
- 梅宮アンナ
- GENKING
- マイコ（ビタミンS）
- 熊谷真実
- 山崎ケイ（相席スタート）
- しもばやし（ファミリーレストラン）夫妻
- 松浦雅也夫妻
- 高木美保
- 重盛さと美
- IVAN
- 矢口真里
- 田崎佑一（藤崎マーケット）
- ゆきぽよ
- 野呂佳代
- 高橋ユウ
- 菊地亜美
- 松嶋尚美
- 西田さおり（世間知らズ）
- ちあき（ハイビスカスパーティー）
- エルフ（荒川・はる）
- 太田博久（ジャングルポケット）

ロケプレゼンター
- NON STYLE（石田明・井上裕介）
- 井本貴史（ライセンス）
- 浜本広晃（テンダラー）
- 恋さん（シャンプーハット）
- ゴリ（ガレッジセール）
- 宮崎宣子
- 高井俊彦
- モンスターエンジン（大林健二・西森洋一）
- 矢野勝也（矢野・兵動）
- 杉本青空（からし蓮根）
- みながわ（ネイビーズアフロ）
- すっちー

ほか

### 過去の出演者
- ケツカッチン（高山トモヒロ・和泉修）
- 月亭方正（前MC）
- 大場久美子（放送開始初期に出演）
- 皆藤慎太郎
- 前田真希
- 番ことみ
- 安藤絵里菜

## ビートップス プレゼンツ ゲッチュウ!
2013年4月8日から2014年3月24日まで月曜10:25 - 11:25に放送されていた姉妹番組。月亭方正、西川かの子、杉本彩の3人がMCを務め、注目アイテムを紹介する内容であった。同番組終了後は、同番組開始前と同様に『B-Tops』として本番組を放送している。